# Křeslo pro hosta
Křeslo pro hosta byl televizní pořad vysílaný Československou televizí v 80. letech. Diváci v něm měli šanci setkat se se známou či zajímavou osobnosti a mohli ji pokládat dotazy dle svých zájmů. První díly pořadu moderovala bývalá televizní hlasatelka Zdena Vařechová, pak její roli převzal herec Vladimír Menšík, v závěru vysílání ze zdravotních důvodů opět nahrazený hlasatelkou.

## Hosté
V pořadu se objevily osobnosti veřejného života uznávaného komunistickou mocí. Hosty  byli například:
- Karel Gott
- Martin Růžek
- Miloš Kirschner
- Ludmila Pelikánová
- Václav Hudeček
- Jarmila Šuláková
- Otakar Vávra
- Jan Zelenka
- František Filipovský
- Jaroslav Moučka

## Zajímavosti
- Křeslo pro hosta bylo zparodováno ještě v roce 1980 Vladimírem Dvořákem a Jiřinou Bohdalovou v pořadu Televarieté.[3]
- V roce 2012 si Česká televize nechala zaregistrovat název Křeslo pro hosta. K užití názvu však nikdy nedošlo.[4]
- V Lázních Poděbrady probíhá pravidelná akce v podobném formátu nazvaná Křeslo pro hosta.[5]